# ポリキャップ
ポリキャップは、主にロボットもののキャラクター系プラモデルの関節部分において、接合・保持の役割を果たす部品である。キットに同梱されているものに加え、改造・自作用に市販されているものもある。

## 概要
主にポリエチレンを材質にした部品で、柔軟性がある。受け側にポリキャップを仕込んでおき、そこに可動軸を差し込むことで滑らかな可動とポーズの保持を両立させられる。形状は短い筒状のものが多く、ボールジョイント状のものや、使用部位に合わせてカスタマイズされたものもある。特に小スケール・低価格のキットに多いが、武器パーツを保持する手首部分や、細く折れやすいパーツ等の外観部も共に成型していることがある。ただし、重量のかかる部分の使用には不向きである。また素材の性質上、有機溶剤に溶けず水性塗料もはじくので塗装や接着ができず、成型の精密度も劣るため、外観部にポリパーツを用いるキットはその点を批判されることもある。
初期のロボットものプラモデルの関節には、本体と同じプラスチック製の軸部品が用いられていたが、すぐに摩耗によって関節の保持力が失われる（一般に「ヘタる」と言われる）難点があった。1973年にバンダイから発売された『ウルトラセブン』のキットに、腕の可動軸に被せるゴムチューブを付属させる試みから始まり、1980年に同社から発売されたガンプラの1/60シリーズにおいてポリキャップが部分的に使用され、1983年の『銀河漂流バイファム』のキットで本格的に導入。保持力の問題が解決されたのに加え（と言っても、長期間の使用ではやはりヘタりが発生するが）、四肢パーツを独立して組み立て・塗装した後にポリキャップ関節を差し込んで完成させることで、特に塗装作業が容易になったというメリットも生じている。さらに、かつてはポリキャップが露出していた関節に、プラパーツを被せることでそれを防ぐ技術も確立している。
以降、青島文化教材社(アオシマ)、今井科学（イマイ）、有井製作所（アリイ）、グンゼ産業、日東科学（ニットー）などの他のプラモデルメーカーも追随し、徐々にロボットものプラモデルにポリキャップが普及していった。
ガンプラなどでのポリキャップ使用は当たり前になったが、十分な保持力を得るにはポリキャップのサイズによりある程度のスペースが必要となり、特に小さい部品ではプロポーションやギミック再現に支障を生じることがある。専用ポリキャップやフレーム状に成型した「vフレーム」や「MSジョイント」の採用など長らく試行錯誤が繰り返されたが、2006年以降、ガンダムシリーズの中でも小型の機体であるガンダムF91やクロスボーン・ガンダムのマスターグレード化においては、ABS樹脂製パーツの多用によりポリキャップレス化を実現している。
なお、ポリキャップより少ないスペースで同様の効果を得る手法として、『モデルグラフィックス』誌に連載された『ガンダム・センチネル』で「ポリランナー」と呼ばれる改造法が紹介された。これは、ポリキャップと同じ材質の外枠（ランナー）を輪切りにし、金属線を刺して軸関節とするものである。
スケールモデルにおいても、戦車模型で古くから転輪や主砲上下動などの可動部分に用いられているほか、大型の戦闘機模型（展示用模型飛行機）にポリキャップで搭載武装の差し替えを行えるものがある。
自動車模型では、ホイールとブレーキディスク、ドラムの接合部に円筒形のものが用いられる。製品により、ブレーキ部分にポリキャップを仕込んでホイール部の突起を挿入するものと、ホイールにポリキャップを仕込んでシャフトやピンを挿入するものがある。